# فاسرترودينغن
فاسرترودينغن (بالألمانية: Wassertrüdingen) هي بلدة ألمانية تقع في آنسباخ في ألمانيا.

## المدن التوأمة
مدينة بيلاك هي مدينة توأمة لفاسرترودينغن.